# Eschbach (Bade-Wurtemberg)
Pour les articles homonymes, voir Eschbach.
Eschbach est une commune de Bade-Wurtemberg (Allemagne), située dans l'arrondissement de Brisgau-Haute-Forêt-Noire, dans le district de Fribourg-en-Brisgau.